# Notograptus kauffmani
Notograptus kauffmani és una espècie de peix de la família Plesiopidae i de l'ordre dels cipriniformes que es troba al Pacífic occidental central.